# Ernst Vollert
Ernst Vollert (Konitz, Imperio alemán, hoy Chojnice, Polonia, 25 de agosto de 1890-3 de febrero de 1977) fue parte de la resistencia alemana al nazismo, siendo destinado a ser encargado político del distrito militar de Posen, hoy Poznan en Polonia, por los conspiradores del fracasado atentado del 20 de julio de 1944 contra Adolf Hitler.

## Biografía
Ernst Vollert nació el 25 de agosto de 1890 en Konitz, Prusia Occidental, Imperio alemán, como hijo de un campesino que luego se convirtió en director de una caja de ahorros municipal. Ernst Vollert fue a un Gymnasium. Después estudió Derecho.
Después de la universidad trabajó en el juzgado municipal de Konitz y en una audiencia provincial. Desde 1921 fue abogado en Berlín. Luego trabajó en una delegación de Hacienda en Berlín. En 1931 se trasladó al Ministerio de Hacienda del Reich alemán. Allí fue responsable del presupuesto del Ministerio Interior del Reich.
En 1933 ingresó en el Partido Nacionalsocialista Obrero Alemán (NSDAP). El 1 de octubre de 1933 se trasladó al Ministerio Interior del Reich. Allí tenía la tarea de organizar la Saarkampf (literalmente la lucha del Sarre), el esfuerzo para lograr la reintegración del Sarre en el Reich alemán en el referéndum sobre el estatus político del Sarre de 1935. Después del referéndum trabajó para realizar la reintegración del Sarre mediante leyes. Desde 1936 dirigió el Departamento de Agrimensura y Asuntos Fronterizos en el Ministerio del Interior del Reich alemán. Ernst Vollert y su mujer tenían dos hijas y un hijo.
En 1943 Vollert entró en contacto con uno de los conspiradores del atentado del 20 de julio de 1944. Fue designado encargado político del distrito militar de Posen por los conspiradores. Después del atentado, el 23 de julio de 1944, Vollert fue detenido. Sin embargo, su jefe Wilhelm Frick logró que Vollert fue puesto en libertad después de catorce días. Así Ernst Vollert pudo sobrevivir la Segunda Guerra Mundial.